# I tidernas gryning
I tidernas gryning (franska: La nuit des temps) är en roman från 1968 av den franske författaren René Barjavel. Den handlar om en expedition till Antarktis som hittar resterna av en förhistorisk mänsklig civilisation, inklusive en kvinna och en man som ligger i dvala i en gyllene sfär.
Boken började som ett filmprojekt på initiativ av André Cayatte som bad Barjavel att skriva ett manus utifrån grundpremissen. Barjavel färdigställde ett 60-sidigt manus, men projektet bedömdes som för dyrt av produktionsbolaget. Cayette uppmanade då Barjavel att omarbeta materialet till en roman. Premissen är inspirerad av en roman av den australiske författaren E.C. Cox.
Boken tilldelades Prix des libraires 1969. Den gavs ut på svenska 1975 i översättning av Sune Karlsson.